# Hilongos
Hilongos è una municipalità di terza classe delle Filippine, situata nella Provincia di Leyte, nella Regione di Visayas Orientale.
Hilongos è formata da 51 baranggay:
- Agutayan
- Atabay
- Baas
- Bagong Lipunan
- Bagumbayan
- Baliw
- Bantigue
- Bon-ot
- Bung-aw
- Cacao
- Campina
- Catandog 1
- Catandog 2
- Central Barangay (Pob.)
- Concepcion
- Eastern Barangay (Pob.)
- Hampangan

- Himo-aw
- Hitudpan
- Imelda Marcos (Pong-on)
- Kang-iras
- Kangha-as
- Lamak
- Libertad
- Liberty
- Lunang
- Magnangoy
- Manaul
- Marangog
- Matapay
- Naval
- Owak
- Pa-a
- Pontod

- Proteccion
- San Agustin
- San Antonio
- San Isidro
- San Juan
- San Roque
- Santa Cruz
- Santa Margarita
- Santo Niño
- Tabunok
- Tagnate
- Talisay
- Tambis
- Tejero
- Tuguipa
- Utanan
- Western Barangay (Pob.)